# 彼得·雅罗谢维奇
彼得·雅罗谢维奇（波蘭語：Piotr Jaroszewicz，['pjɔtr jarɔˈʂɛvit͡ʂ]  试听，1909年10月9日—1992年9月1日），波兰共产主义政治人物。1970年—1980年担任波兰部长会议主席。

## 生平
雅罗谢维奇出生于涅斯维日，Jasło中学毕业后在Garwolin当老师和校长。二次大战爆发后，他搬到波兰的苏占区。然而，1940年7月10日他与他的第一任妻子奥克萨娜(Oksana Gregorevna)(出生于1914年)和女儿Olila(生于1940年)被驱逐到阿尔汉格尔斯克。1943年，他加入了齐格蒙特·贝林格将军的波兰第一军，第二年他加入了波兰工人党，并被提升为副政委。
战争结束后他担任副国防部长(1945 - 1950)。1956年起任波兰驻COMECON大使。同时在1952年到1970年之间，他担任波兰副总理和短暂时间的矿业部长(1954 - 1956)。
波兰统一工人党成立于1948年时，雅罗谢维奇当选为中央委员。1964年起，担任政治局委员。1970年12月出任波兰部长会议主席，他和爱德华·盖莱克的经济政策在1976年和1980年引发了抗议浪潮。1980年他在镇压团结工会运动失败以后，被罢免所有职务，并在第二年被开除出党。
1992年9月1日，雅罗谢维奇和他的妻子阿丽莎（Alicja Solska）在华沙附近安宁（Anin）的住处被谋杀，凶手未知。他的第一个妻子和女儿的命运也未明。